# Kedträskgruvan
Kedträskgruvan är en nedlagd zinkgruva (men där bröts även koppar, bly, silver och guld) drygt 2 km öster om sjön Kedträsket, Norsjö kommun. Gruvan ligger i Skelleftefältet och drevs av Boliden AB 1989-1991 samt 1998-2000. Djup cirka 350 meter. Mellan Kedträsket och Kedträskgruvan ligger Uddengruvan.